# Chrześcijaństwo i pojęcie postępu
Chrześcijaństwo i pojęcie postępu (fr. Le christianisme et la notion de progres) – dzieło filozoficzne Emmanuela Mouniera z 1968 r., w którym podejmuje on problematykę religijną, eschatologiczną, historiozoficzną oraz społeczną.

## Optymistyczna eschatologia Mouniera
Wstępem do rozważań ma być interpretacja Apokalipsy Świętego Jana, a także wiele innych fragmentów Pisma Świętego, ujmujących problem postępu ludzkiego w kontekście eschatologicznym. Mounier uważa, że chrześcijaństwo w Apokalipsie daje zarys rozumienia historii w ramach pewnej wskazówki, mającej przezwyciężyć katastrofizm (który jest całkowicie obcy Francuzowi): Wskazówka ta prowadzi więc raczej ku idei ciągłego, choć powikłanego, dwuznacznego i spornego rozwoju duchowego niż ku idei stopniowego upadku Historii pod ciężarem przekleństwa. Działanie Szatana w ostatnich dniach trwania świata rozumiane jest jako konwulsyjny nawrót, ograniczony w czasie i ostro odcinający się od poprzedniego okresu. Myśliciel przywołuje również jeden z listów świętego Piotra, w którym apostoł stwierdza, że dla Boga tysiąc lat jest jak jeden dzień. Spekuluje metafizycznie, że Wszechświat od całej historii człowieka jest o wiele większy, a czas wiąże się z miliardami lat (a nie z tysiącami lat ludzkiej historii). Wchodząc w kosmologię, twierdzi, że historia ludzkości ściśle jest powiązana z losem Wszechświata. Postuluje on – bliską Ojcom Kościoła – solidarność z Wszechświatem: Świat został rozbity, upadł wraz z człowiekiem, na skutek grzechu człowieka; zostanie podniesiony wraz z nim przez Tego, który rekapituluje.

## Idea postępu
Mounier zauważa, że pojęcie postępu nie jest do końca jasne. Proponuje więc cztery podstawowe uściślenia:

„Pierwsze – że historia ma sens: przede wszystkim historia świata, a następnie historia człowieka. Drugie – że ów kierowany ruch historii zdąża w głębokim, nieustannym porywie ku lepszemu, jeśli nawet bieg jego komplikują klęski, i że ruch ów jest ruchem wyzwalania się człowieka. Trzecie – że rozwój nauki i techniki, który charakteryzuje epokę nowożytną na Zachodzie i rozprzestrzeniania się dziś na całą kulę ziemską, stanowi chwilę przełomową tego wyzwolenia. Ostatnie wreszcie – że w tym dążeniu wzwyż chlubnym posłannictwem człowieka jest stać się sprawcą własnego wyzwolenia ”

## Nauka i technika wielką próbą
Dla Mouniera nauka i technika są swoistego rodzaju cudami, wyraża on podziw dla ludzkiej racjonalności: Dotarcie do najdalszych gwiazd, tworzenie i kierowanie życiem, osuszanie mórz, burzenie gór, wykorzystywanie energii mgławic, odsunięcie śmierci – nie ma takich osiągnięć, o których ośmielilibyśmy się twierdzić, że są niemożliwe dla ludzkości, jeśli rozporządza ona kilku tysiącami lat. Cud nauki wiąże się niestety z możliwością dokonania samobójstwa przez ludzkość: im bardziej poznajemy i zaczynamy władać siłami przyrody, tym większe jest niebezpieczeństwo zagłady czyhającej na człowieka. Jest to jednak niezbędny moment rozwoju ludzkości, okres dojrzałości i próby, pewna droga, przez którą wszyscy muszą przejść, chociaż będzie wymagało to wielkiego heroizmu i odwagi.

## Praca a postęp
Postęp nieodłącznie wiąże się z pracą. Zaznaczone to już jest w Księdze Rodzaju (Rdz 1, 28): Rozmnażajcie się, abyście zaludnili ziemię i uczynili ją sobie poddaną. Problem porusza także św. Jan Chryzostom, którego Francuz chętnie przywołuje: Od początku Bóg ustanowił dla człowieka nakaz działania nie jako utrudzenie i karę, ale jako przysposobienie i naukę. Pojawia się tutaj także odniesienie do dialektyki wyzwolenia przez ciężką pracę: być może ludzkość poprzez obowiązek pracy osiągnąć ma kres pracy, a w każdym razie pracy przytłaczającej. Z pracą wiąże się rozwój materialny. Materializm nie jest ani zły, ani dobry – jest to podejście neutralne, które może być stosowane zarówno do czynienia dobra, jak i zła. Poglądy filozofa na pracę związane są z jego lewicowymi, socjaldemokratyzującymi poglądami społecznymi.

## Światopoglądy religijne a niewłaściwa interpretacja postępu
W postawach tradycjonalistycznych i konserwatywnych filozof zauważa pewne braki. Często występuje tutaj niebezpieczeństwo nieumiejętności dostosowania się do zmian: I oto ujrzeliśmy, jak większość środowisk chrześcijańskich broniła rozpaczliwie tradycjonalizmu politycznego przeciw demokracji, niezmienności biologicznej przeciw ewolucjonizmowi. Pojawia się również krytyczne nawiązanie do chrześcijańskiego pesymizmu: Niektórzy ludzie chętnie charakteryzują postawę chrześcijanina jako aktywny pesymizm. Istotnie, taka jest nasza filozofia złych dni. Sądzę jednak, że lepiej określa chrystianizm sformułowanie tragiczny optymizm. Wyklucza ono zarówno posępny profetyzm, jak i dobry humor zakrystii. Mounier uważa wręcz, że historyczny pesymizm jest sprzeczny z istotą chrześcijaństwa: Ci, którzy w imię chrześcijaństwa rzucają na nią [ziemię] klątwę, nieświadomie jeszcze teraz wywołują z głębi historii różne odmiany spirytualizmu ucieczki (…). Przestrzega równocześnie przed nadmiernym optymizmem, który się przejawia w bezkrytycznym modernizmie. Oprócz rozkwitu Królestwa Bożego, w świecie pracuje również rzeczywista siła Zła, która odnosi chwilowe, a czasem trwałe zwycięstwa. Ludzie, którzy kroczą drogą postępu, mogą zatracić umiejętność dostrzegania zła, przebiegle kryjącego się i uwodzącego człowieka na ścieżce historii.

## Zbiorowy postęp ludzkości a chrześcijaństwo
Podstawą myśli Francuza jest zbiorowość, jedność: Ludzkość – jedna i solidarna – porusza się w czasie, który ma kierunek. Jedność ludzkości wiąże się z jednością Boga; Jego słowo zwraca się do ogółu, jest spoiwem miłości. Przywołać można tutaj sądy św. Hipolita, który uważał, że Syn Boży wzywa nas, abyśmy wszyscy stworzyli w świętości jednego doskonałego człowieka. Mounier przybliża ten pogląd: Chrześcijaństwo jest niewątpliwie religią zbawienia, ale zbawienia zbiorowego, a nawet kosmicznego; „chwała” jest uwieńczeniem odzyskanej jedności. Sąd Ostateczny jest sądem zbiorowym (…). Pojawia się także nawiązanie do świętego Augustyna, który twierdził, że Adam na skutek grzechu upadł, rozbił się, a jego szczątki zapełniły cały świat. Francuz stwierdza: Chrystus jest nie tylko przyjacielem odosobnionej od świata duszy, ale przede wszystkim jest Gromadzicielem tej rozproszonej ludzkości. Myśliciel – nawiązując do chrześcijaństwa – uważa, że postęp Wszechświata i człowieka jest już ściśle określony i zdefiniowany: Przyszłość świata nie jest wydana na los szczęścia: świat jest już zbawiony, a warunki tego zbawienia zostały objawione. Historia nie jest wieczna – i historia, i świat, i czas mają koniec. Historiozofia chrześcijańska jest tutaj ukazana progresywnie i eschatologicznie; wiąże się to z „tragicznym optymizmem” i nieznajomością tajemnic dziejów. Mounier pyta więc: Dlaczego Bóg nie stworzył natury i człowieka w stanie natychmiastowej doskonałości? Dlaczego istnieje ewolucja? Dlaczego chwiejny marsz historii? Chrześcijaństwo odpowiada: Bóg jest ojcem, nie paternalistą. Wyzwolenie człowieka ma odbyć się poprzez owoc jego wiedzy, trud pracy oraz poznanie cierpienia. Francuz ostatecznie stara się ukazać właściwy obraz chrześcijaństwa: Chrześcijaństwo pełne nie jest chrześcijaństwem ucieczki. Chrześcijaństwo tragiczne nie jest chrześcijaństwem posępnym. Chrześcijaństwo surowe nie jest chrześcijaństwem wstecznym.